# 66e cérémonie des Primetime Creative Arts Emmy Awards
La 66e cérémonie des Primetime Creative Arts Emmy Awards, organisée par l'Academy of Television Arts and Sciences, a eu lieu le 16 août 2014 au Nokia Theatre de Los Angeles et a récompensé les meilleurs techniciens de la télévision (publique et câblée) américaine en primetime au cours de la saison 2013-2014 (du 1er juin 2013 au 31 mai 2014).
La cérémonie est annexe à la cérémonie principale des Primetime Emmy Awards, qui a lieu une semaine plus tard, le 25 août 2014.

## Nominations

### Programmes

#### Meilleur programme spécial
- 67th Tony Awards (CBS)
  - 71st Golden Globe Awards (NBC)
  - 86th Academy Awards (ABC)
  - 2014 Winter Olympics: Opening Ceremony (NBC)
  - The Sound of Music Live! (NBC)

#### Meilleur programme pour enfants
- One Last Hug: Three Days at Grief Camp (HBO)
  - Degrassi (Nickelodeon)
  - Dog with a Blog (Disney Channel)
  - Good Luck Charlie (Disney Channel)
  - Nick News with Linda Ellerbee: Family Secrets: When Violence Hits Home (Nickelodeon)
  - Wynton Marsalis – A YoungArts Masterclass (HBO)

#### Meilleur special de divertissement
- AFI Life Achievement Award: A Tribute to Mel Brooks (TNT)
  - The Beatles: The Night That Changed America (CBS)
  - Best of Late Night with Jimmy Fallon Primetime Special (NBC)
  - Billy Crystal: 700 Sundays (HBO)
  - The Kennedy Center Honors (CBS)
  - Sarah Silverman: We Are Miracles (HBO)

#### Meilleur programme court de divertissement
- Between Two Ferns with Zach Galifianakis (funnyordie.com)
  - Childrens Hospital (Cartoon Network)
  - Parks and Rec in Europe (nbc.com)
  - The Soup: True Detective (E!)
  - Super Bowl XLVIII: Halftime Show Starring Bruno Mars (Fox)

#### Meilleur programme interactif
- The Tonight Show Starring Jimmy Fallon Digital Experience (NBC)
  - Comedy Central's @midnight (comedycentral.com)
  - Game of Thrones: Premiere - Facebook Live and Instagram (HBO)
  - The Voice (nbc.com)

#### Meilleure série d'information
- Anthony Bourdain: Parts Unknown (CNN)
- Vice (HBO)
  - Inside the Actors Studio (Bravo)
  - Through the Wormhole (Science)
  - The Writers' Room (SundanceTV)

#### Meilleure série documentaire
- American Masters (PBS)
- Years of Living Dangerously (en) (Showtime)
  - Cosmos: A Spacetime Odyssey (Fox / Nat Geo)
  - Pioneers of Television (PBS)
  - The World Wars (History)

#### Meilleur special documentaire
- JFK (American Experience) (PBS)
  - Paycheck to Paycheck: The Life and Times of Katrina Gilbert (HBO)
  - Running from Crazy (Oprah Winfrey Network)
  - The Sixties: The Assassination of President Kennedy (CNN)
  - The Square (Netflix)
  - Whoopi Goldberg Presents Moms Mabley (HBO)

### Performances

#### Meilleur acteur invité dans une série dramatique
- Joe Morton pour le rôle de Rowan Pope dans Scandal
  - Dylan Baker pour le rôle de Colin Sweeney dans The Good Wife
  - Beau Bridges pour le rôle de Barton Scully dans Masters of Sex
  - Reg E. Cathey pour le rôle de Freddy dans House of Cards
  - Paul Giamatti pour le rôle de Harold Levinson dans Downton Abbey
  - Robert Morse pour le rôle de Bertram Cooper dans Mad Men

#### Meilleure actrice invitée dans une série dramatique
- Allison Janney pour le rôle de Margaret Scully dans Masters of Sex
  - Kate Burton pour le rôle de Sally Langston dans Scandal
  - Jane Fonda pour le rôle de Leona Lansing dans The Newsroom
  - Kate Mara pour le rôle de Zoe Barnes dans House of Cards
  - Margo Martindale pour le rôle de Claudia dans The Americans
  - Diana Rigg pour le rôle d'Olenna Tyrell dans Game of Thrones

#### Meilleur acteur invité dans une série comique
- Jimmy Fallon pour plusieurs personnages dans Saturday Night Live
  - Steve Buscemi pour le rôle de Marty dans Portlandia
  - Louis C.K. pour plusieurs personnages dans Saturday Night Live
  - Gary Cole pour le rôle de Kent Davison dans Veep
  - Nathan Lane pour le rôle de Pepper Saltzman dans Modern Family
  - Bob Newhart pour les rôles d'Arthur Jeffries et du professeur Proton dans The Big Bang Theory ♕

#### Meilleure actrice invitée dans une série comique
- Uzo Aduba pour le rôle de Suzanne 'Crazy Eyes' Warren dans Orange Is the New Black
  - Laverne Cox pour le rôle de Sophia Burset dans Orange Is the New Black
  - Joan Cusack pour le rôle de Sheila Jackson dans Shameless
  - Tina Fey pour plusieurs personnages dans Saturday Night Live
  - Natasha Lyonne pour le rôle de Nicky Nichols dans Orange Is the New Black
  - Melissa McCarthy pour plusieurs personnages dans Saturday Night Live

#### Meilleur doublage
- Harry Shearer pour Kent Brockman, Mr. Burns, Burns jeune et Smithers dans The Simpsons (épisode Quatre regrets et un enterrement) (Fox)
  - Chris Diamantopoulos pour Mickey Mouse dans Mickey Mouse (épisode The Adorable Couple) (Disney Channel)
  - Stephen Full pour Stan dans Dog with a Blog (épisode My Parents Posted What?!) (Disney Channel)
  - Seth Green pour plusieurs personnages dans Robot Chicken DC Comics Special 2: Villains in Paradise (Cartoon Network)
  - Seth MacFarlane pour Peter Griffin, Stewie Griffin et Glenn Quagmire dans Family Guy (épisode Into Harmony's Way) (Fox)
  - Maurice LaMarche pour Calculon et Morbo dans Futurama (épisode Calculon 2.0) (Comedy Central)

#### Meilleure narration
- Jeremy Irons dans Game of Lions (Nat Geo)
  - Daniel Craig dans One Life (Nat Geo)
  - Whoopi Goldberg dans Whoopi Goldberg Presents Moms Mabley (HBO)
  - Jane Lynch dans Penguins: Waddle All The Way (Discovery Channel)
  - Henry Strozier dans Too Cute! (Animal Planet)

### Animation

#### Meilleur programme d'animation
- Bob's Burgers (épisode Mazel-Tina) (Fox)
  - Archer (épisode Archer Vice: The Rules of Extraction) (FX)
  - Futurama (épisode Meanwhile) (Comedy Central)
  - South Park (épisode Black Friday) (Comedy Central)
  - Teenage Mutant Ninja Turtles (épisode The Manhattan Project) (Nickelodeon)

#### Meilleur programme court d'animation
- Mickey Mouse (épisode O Sole Minnie) (Disney Channel)
  - Adventure Time (épisode Be More) (Cartoon Network)
  - Phineas and Ferb (épisode Thanks But No Thanks) (Disney Channel)
  - Regular Show (épisode The Last Laserdisc Player) (Cartoon Network)
  - Robot Chicken (épisode Born Again Virgin Christmas Special) (Cartoon Network)

#### Meilleure réussite en animation
- Adventure Time – Nick Jennings (épisode Wizards Only, Fools) (Cartoon Network)
- Gravity Falls – Ian Worrel (Dreamscaperers) (Disney Channel)
- Long Live the Royals – Sean Szeles (CartoonNetwork.com)
- The Powerpuff Girls: Dance Pantsed – Jasmin Lai (Cartoon Network)
- Mickey Mouse – Narina Sokolova (épisode ‘O Sole Minnie) (Disney Channel)
- Mickey Mouse – Valerio Ventura (épisode The Adorable Couple) (Disney Channel)
- Robot Chicken DC Comics Special 2: Villains in Paradise – Cameron Baity (Adult Swim)
- The Simpsons – Dmitry Malanitchev (épisode Treehouse of Horror XXIV) (Fox)
- The Simpsons – Charles Ragins (épisode Treehouse of Horror XXIV) (Fox)
- Uncle Grandpa – Nick Edwards (épisode Afraid of the Dark) (Cartoon Network)

### Cascades

#### Meilleurs cascades dans une série comique ou de divertissement
- Brooklyn Nine-Nine (Fox)
  - Community (NBC)
  - It's Always Sunny in Philadelphia (FX)
  - Sam and Cat (Nickelodeon)
  - Shameless (Showtime)

#### Meilleurs cascades dans une série dramatique, une mini-série ou un téléfilm
- The Blacklist (NBC)
  - Game of Thrones (HBO)
  - Grimm (NBC)
  - Hawaii Five-0 (CBS)
  - Revolution (NBC)
  - True Blood (HBO)

### Casting

#### Meilleur casting dans une série dramatique
- True Detective (HBO)
  - Breaking Bad (AMC)
  - Game of Thrones (HBO)
  - The Good Wife (CBS)
  - House of Cards (Netflix)

#### Meilleur casting dans une série comique
- Orange Is the New Black (Netflix)
  - Louie (FX)
  - Modern Family (ABC)
  - Nurse Jackie (Showtime)
  - Veep (HBO)

#### Meilleur casting dans une mini-série, un téléfilm ou un special
- Fargo (FX)
  - American Horror Story: Coven (FX)
  - The Normal Heart (HBO)
  - Sherlock: His Last Vow (PBS)
  - Treme (HBO)

### Chorégraphie

#### Meilleure chorégraphie
- Tabitha and Napoleon D'umo pour So You Think You Can Dance (Routines: Routines: Puttin’ on the Ritz / Gold Rush / Run the World) (Fox)
  - Derek Hough pour  Dancing with the Stars (Routines: Human / Ameksa / Too Darn Hot) (ABC)
  - Mandy Moore pour  So You Think You Can Dance (Routines: Edge of Glory / Feelin’ Good / I Can’t Make You Love Me) (Fox)
  - Christopher Scott pour  So You Think You Can Dance (Routines: Trigger / Sand / The Gravel Road) (Fox)
  - Travis Wall pour  So You Think You Can Dance (Routines: Hanging by a Thread / Wicked Game / Medicine) (Fox)

### Coiffures

#### Meilleures coiffures dans une série à caméra unique
- Downton Abbey (PBS)
  - Boardwalk Empire (HBO)
  - Game of Thrones (HBO)
  - Mad Men (AMC)
  - The Originals (The CW)

#### Meilleures coiffures dans une série ou  un special à multiples caméras
- Saturday Night Live (NBC)
  - 86th Academy Awards (ABC)
  - Dancing with the Stars (ABC)
  - Key and Peele (Comedy Central)
  - The Voice (NBC)

#### Meilleures coiffures dans une mini-série ou un téléfilm
- American Horror Story: Coven (FX)
  - Bonnie and Clyde (Lifetime)
  - Mob City (TNT)
  - The Normal Heart (HBO)
  - The White Queen (Starz)

### Costumes

#### Meilleurs costumes dans une série
- Game of Thrones (épisode The Lion and the Rose) (HBO)
  - Boardwalk Empire (épisode New York Sour) (HBO)
  - Downton Abbey (épisode Episode 8) (PBS)
  - Mad Men (épisode Time Zones) (AMC)
  - Once Upon a Time (épisode A Curious Thing) (ABC)

#### Meilleurs costumes dans une mini-série, un téléfilm ou un special
- American Horror Story: Coven (épisode Bitchcraft) (FX)
  - House of Versace (Lifetime)
  - The Normal Heart (HBO)
  - Sherlock: His Last Vow (PBS)
  - The White Queen (épisode The Price of Power) (Starz)

#### Meilleurs costumes dans un programme de divertissement ou un special
- Saturday Night Live (épisode Host: Jimmy Fallon) (NBC)
- So You Think You Can Dance (épisode Episode 1008) (Fox)

### Décors

#### Meilleurs décors dans un programme contemporain (30 minutes ou moins)
- House of Lies (épisodes Wreckage ; Middlegame ; Zhang) (Showtime)
  - The Big Bang Theory (épisodes The Hofstadter Insufficiency ; The Locomotive Manipulation ; The Proton Transmogrification) (CBS)
  - Modern Family (épisode Las Vegas)
  - Silicon Valley (épisodes Articles of Incorporation ; Signaling Risk ; Optimal Tip-to-Tip Efficiency) (HBO)
  - Veep (épisodes Clovis ; Detroit ; Special Relationship) (CBS)

#### Meilleurs décors dans un programme contemporain ou de fantasy (caméra unique)
- Game of Thrones (épisodes The Laws of Gods and Men ; The Mountain and the Viper) (HBO)
  - True Blood (épisodes At Last ; Fuck the Pain Away ; In the Evening) (HBO)
  - House of Cards (épisodes Chapter 18 ; Chapter 24) (Netflix)
  - Justified (épisode The Toll) (FX)
  - True Detective (épisodes Form and Void ; The Locked Room ; Seeing Things) (HBO)

#### Meilleurs décors dans une série, une mini-série ou un téléfilm historique (caméra unique)
- Boardwalk Empire (épisodes Erlkönig ; The Old Ship of Zion ; Farewell Daddy Blues) (HBO)
  - American Horror Story: Coven (FX)
  - Downton Abbey (épisode Episode Eight) (PBS)
  - Mad Men (épisode Time Zones) (AMC)
  - Masters of Sex (épisode Pilot) (Showtime)

#### Meilleurs décors dans un programme de divertissement, documentaire ou de téléréalité
- 86th Academy Awards (ABC)
  - 2014 Winter Olympics: Opening Ceremony (NBC)
  - Cosmos: A Spacetime Odyssey (épisodes Hiding in the Light ; The Lost Worlds of Planet Earth ; Unafraid of the Dark) (Fox / Nat Geo)
  - Portlandia (épisodes Celery; Sharing Finances ; 3D Printer) (IFC)
  - The Voice (épisodes Episode 601 ; Episode 516A ; Episode 607) (NBC)

### Éclairages

#### Meilleurs éclairages dans une série de divertissement
- Dancing with the Stars (épisode Episode 1711A) (ABC)
  - America's Got Talent (épisode Episode 826) (NBC)
  - Saturday Night Live (épisode Host: Jimmy Fallon) (NBC)
  - The Tonight Show Starring Jimmy Fallon (épisode Episode 1 (Will Smith/U2)) (NBC)
  - The Voice (épisode Episode 619A) (NBC)

#### Meilleurs éclairages dans un special de divertissement
- 2014 Winter Olympics: Opening Ceremony (NBC)
  - 56th Annual Grammy Awards (CBS)
  - 67th Tony Awards (CBS)
  - 86th Academy Awards (ABC)
  - The Beatles: The Night That Changed America (CBS)
  - Super Bowl XLVIII Halftime Show Starring Bruno Mars (Fox)

### Effets visuels

#### Meilleurs effets visuels
- Game of Thrones (épisode The Children) (HBO)
  - The 100 (épisode We Are Grounders, Part 2) (The CW)
  - Agents of S.H.I.E.L.D. (épisode T.A.H.I.T.I.) (ABC)
  - Almost Human (épisode Pilot) (Fox)
  - Cosmos: A Spacetime Odyssey (épisode The Immortals) (Fox / Nat Geo)

#### Meilleurs effets visuels secondaires
- Black Sails (épisode I.) (Starz)
  - Da Vinci's Demons (épisode The Sins of Daedalus) (Starz)
  - Hawaii Five-0 (épisode Ho'onani Makuakane) (CBS)
  - Mob City (épisode A Guy Walks Into a Bar) (TNT)
  - Vikings (épisode Invasion) (History)
  - The Walking Dead (épisode 30 Days Without an Accident) (AMC)

### Générique

#### Meilleur générique
- True Detective (HBO)
  - Black Sails (Starz)
  - Cosmos: A Spacetime Odyssey (Fox / Nat Geo)
  - Masters of Sex (Showtime)
  - Silicon Valley (HBO)

### Maquillages

#### Meilleurs maquillages dans une série à caméra unique (non-prothétiques)
- True Detective (épisode The Secret Fate of All Life) (HBO)
  - Boardwalk Empire (épisode Resolution) (HBO)
  - Breaking Bad (épisode Ozymandias) (AMC)
  - Game of Thrones (épisode Oathkeeper) (HBO)
  - Mad Men (épisode The Runaways) (AMC)

#### Meilleurs maquillages dans une série à multiples caméras (non-prothétiques)
- Saturday Night Live (épisode Host: Jimmy Fallon) (NBC)
  - Dancing with the Stars (épisode 1703) (ABC)
  - Key and Peele (épisode East/West Bowl Rap) (Comedy Central)
  - So You Think You Can Dance (épisode Season 10 Finale) (Fox)
  - The Voice (épisode Episode 516B) (NBC)

#### Meilleurs maquillages dans une mini-série ou un téléfilm (non-prothétiques)
- The Normal Heart (HBO)
  - American Horror Story: Coven (FX)
  - Anna Nicole (Lifetime)
  - Bonnie and Clyde (Lifetime)
  - Fargo (FX)

#### Meilleurs maquillages prothétiques dans une série, une mini-série, un téléfilm ou un special
- Game of Thrones (épisode The Children) (HBO)
  - American Horror Story: Coven (FX)
  - Anna Nicole (Lifetime)
  - Boardwalk Empire (épisode William Wilson) (HBO)
  - Breaking Bad (épisode Felina) (AMC)
  - The Normal Heart (HBO)

### Montage

#### Meilleur montage dans une série dramatique à caméra unique
- Breaking Bad – Skip MacDonald (épisode Felina) (AMC)
  - Breaking Bad – Kelley Dixon (épisode To'hajiilee) (AMC)
  - Breaking Bad – Kelly Dixon & Chris McCaleb (épisode Granite State) (AMC)
  - House of Cards – Byron Smith (épisode Chapter 14) (Netflix)
  - True Detective – Affonso Goncalves (épisode Who Goes There) (HBO)

#### Meilleur montage dans une série comique à caméra unique
- Orange Is the New Black – William Turro (épisode Tit Punch) (Netflix)
  - Modern Family – Ryan Case (épisode Las Vegas) (ABC)
  - Orange Is the New Black – Shannon Mitchell (épisode Tall Men With Feelings) (Netflix)
  - Orange Is the New Black – Michael S. Stern (épisode Can't Fix Crazy) (Netflix)
  - Portlandia – Bill Benz & Daniel Gray Longino (épisode Getting Away) (IFC)

#### Meilleur montage dans une mini-série ou un téléfilm à caméra unique
- Sherlock: His Last Vow – Yan Miles (PBS)
  - Fargo – Bridget Durnford (épisode The Rooster Prince) (FX)
  - Fargo – Regis Kimble (épisode Buridan's Ass) (FX)
  - Fargo – Skip MacDonald (épisode The Crocodile's Dilemma) (FX)
  - The Normal Heart – Adam Penn (HBO)

#### Meilleur montage dans une série comique à multiples caméras
- The Big Bang Theory – Peter Chakos (épisode The Cooper Extraction) (CBS)
  - The Colbert Report – Christein Aromando & Jason Baker (épisode Episode 9115) (Comedy Central)
  - The Daily Show with Jon Stewart – Robert York, Eric Davies, Graham Frazier & Daric Schlesselman (épisode Episode 19006) (Comedy Central)
  - How I Met Your Mother – Sue Federman (épisode Gary Blauman) (CBS)
  - Jimmy Kimmel Live! – James Crowe, Jason Bielski, Brian Marsh, Kevin McCullough & Matt Williams (épisode Behind the Scandelabra) (ABC)

#### Meilleur montage dans un programme court ou un special de divertissement
- The Daily Show with Jon Stewart – Eric Davies (Comedy Central)
  - AFI Life Achievement Award: A Tribute to Mel Brooks – Michael Polito, Debra Light, Thomas Mitchell, Dave Brown & Pi Ware (TNT)
  - Billy Crystal: 700 Sundays – Kent Beyda
  - The Colbert Report – Christein Aromando (Comedy Central)
  - The Colbert Report – Jason Baker (Comedy Central)

#### Meilleur montage dans un programme documentaire
- The Square – Pedro Kos, Christopher de la Torre & Muhamed El Manasterly (Netflix)
  - American Masters – Gordon Mason, Stephen Ellis & Phil McDonald (PBS)
  - Anthony Bourdain: Parts Unknown – Nick Brigden (CNN)
  - Cosmos: A Spacetime Odyssey – John Duffy, Michael O'Halloran & Eric Lea (Fox / Nat Geo)
  - The Sixties: The Assassination of President Kennedy – Chris A. Peterson (CNN)

#### Meilleur montage dans un programme de téléréalité
- Deadliest Catch – Josh Earl, Rob Butler & Art O'Leary (Discovery Channel)
  - The Amazing Race – Eric Goldfarb, Julian Gomez, Andrew Kozar, Paul C. Nielsen, Andy Castor, Jennifer Nelson & Jacob Parsons (CBS)
  - Naked and Afraid – Emily Hsuan & Chris Meyer (Discovery Channel)
  - Project Runway – Julie Cohen, Scott Austin Hahn, Adrienne Salisbury, Eileen Finkelstein, Ryan Mallick & Yaffa Lerea (Lifetime)
  - Survivor – Frederick Hawthrone, Joubin Mortazavi, Evan Mediuch, Dave Armstrong, Andrew Bolhuis & Tim Atzinger (CBS)
  - The Voice – John M. Larson, Hudson H. Smith III, Robert M. Malachowski Jr., William Fabian Castro, Eric B. Shanks, Jason Stewart, Robby Thompson, Noel Guerra & James Munoz (NBC)

### Musique

#### Meilleure musique dans une série (bande originale)
- Alan Silvestri pour Cosmos: A Spacetime Odyssey (épisode Standing Up in the Milky Way) (Fox / Nat Geo)
  - Jeff Beal pour House of Cards (épisode Chapter 26) (Netflix)
  - T Bone Burnett pour True Detective (épisode Form and Void) (HBO)
  - Ramin Djawadi pour Game of Thrones (épisode The Mountain and the Viper) (HBO)
  - John Lunn pour Downton Abbey (épisode Episode Eight) (PBS)

#### Meilleure musique dans une mini-série, un téléfilm ou un special (bande originale)
- David Arnold et Michael Price pour Sherlock: His Last Vow (PBS)
  - Ludovic Bource pour Clear History (HBO)
  - James Levine pour American Horror Story: Coven (épisode The Seven Wonders) (FX)
  - John Lunn pour The White Queen (épisode The Final Battle) (Starz)
  - Rob Mathes pour Herblock: The Black and The White (HBO)
  - Jeff Russo pour Fargo (épisode The Crocodile's Dilemma) (FX)

#### Meilleure direction musicale
- The Beatles: The Night That Changed America (CBS)
  - 67th Tony Awards (CBS)
  - 86th Academy Awards (ABC)
  - Barbra Streisand: Back to Brooklyn (Great Performances) (PBS)
  - Saturday Night Live (épisode Host: Jimmy Fallon) (NBC)
  - The Sound of Music Live! (NBC)

#### Meilleure musique et paroles originales
- 67th Tony Awards (chanson Bigger!) (CBS)
  - A Christmas Carol: The Concert (chanson No Trouble) (PBS)
  - Key and Peele (épisode Substitute Teacher #3) (chanson Les Mis) (Comedy Central)
  - Saturday Night Live (épisode Host: Jimmy Fallon) (chanson Home pour the Holiday (Twin Bed)) (NBC)
  - Sofia the First: The Floating Palace (chanson Merroway Cove) (Disney Channel)
  - Sons of Anarchy (épisode A Mother's Work) (chanson Day is Gone) (FX)

#### Meilleure musique de générique
- Alan Silvestri pour Cosmos: A Spacetime Odyssey (Fox / Nat Geo)
  - Andrew Feltenstein et John Nau pour The Spoils of Babylon (IFC)
  - Daniele Luppi pour Magic City (Starz)
  - Bear McCreary pour Black Sails (Starz)
  - Brian Tyler et Robert Lydecker pour Sleepy Hollow (Fox)

### Photographie

#### Meilleure photographie dans une série à multiples caméras
- How I Met Your Mother – Christian La Fountaine (épisode Daisy) (CBS)
  - 2 Broke Girls – Christian La Fountaine (épisode And The Near Death Experience) (CBS)
  - The Exes – George Mooradian (épisode When Haskell Met Sammy) (TV Land)
  - Last Man Standing – Donald A. Morgan (épisode Eve's Boyfriend) (ABC)
  - Mike & Molly – Gary Baum (épisode Weekend at Peggy's) (CBS)

#### Meilleure photographie dans une série à caméra unique
- True Detective – Adam Arkapaw (épisode Who Goes There) (HBO)
  - Breaking Bad – Michael Slovis (épisode Granite State) (AMC)
  - Game of Thrones – Jonathan Freeman (épisode Two Swords) (HBO)
  - Game of Thrones – Anette Haellmigk (épisode The Lion and the Rose) (HBO)
  - Homeland – David Klein (épisode The Star) (Showtime)
  - House of Cards – Igor Martinovic (épisode Chapter 18) (Netflix)

#### Meilleure photographie dans une mini-série ou un téléfilm
- Sherlock: His Last Vow – Neville Kidd (PBS)
  - Fargo – Dana Gonzales (épisode Buridan's Ass) (FX)
  - Fargo – Matt Lloyd (épisode The Crocodile's Dilemma) (FX)
  - Fleming: The Man Who Would Be Bond – Edward Wild (BBC America)
  - Killing Kennedy – Stephen St. John (National Geographic)
  - The Normal Heart – Danny Moder (HBO)

#### Meilleure photographie dans un programme documentaire
- The Square (Netflix)
  - Anthony Bourdain: Parts Unknown – Morgan Fallon (CNN)
  - Anthony Bourdain: Parts Unknown – Todd Liebler & Zach Zamboni (CNN)
  - Cosmos: A Spacetime Odyssey – Bill Pope (Fox / Nat Geo)
  - Vice – Jake Burghart & Jerry Ricciotti (HBO)

#### Meilleure photographie dans un programme de téléréalité
- Deadliest Catch (Discovery Channel)
  - Alaska: The Last Frontier (Discovery Channel)
  - The Amazing Race (CBS)
  - Project Runway (Lifetime)
  - Survivor (CBS)
  - The Voice (NBC)

### Réalisation

#### Meilleure réalisation dans un programme documentaire
- Jehane Noujaim pour The Square (Netflix)
  - Brannon Braga pour Cosmos: A Spacetime Odyssey (épisode Standing Up in the Milky Way) (Fox / Nat Geo)
  - Ken Fuchs pour Shark Tank (épisode Episode 501) (ABC)
  - Craig Spirko pour Project Runway (épisode Sky's The Limit) (Lifetime)
  - Bertram van Munster pour The Amazing Race (épisode Part Like The Red Sea) (CBS)

#### Meilleure réalisation
- Saturday Night Live – Don Roy King ♕
  - The Colbert Report – James Hoskinson
  - The Daily Show with Jon Stewart – Chuck O'Neil
  - The Tonight Show Starring Jimmy Fallon – Dave Diomedi
  - Portlandia – Jonathan Krisel

### Scénario

#### Meilleur scénario
- The Colbert Report – Opus Moreschi, Stephen Colbert, Tom Purcell, Richard Dahm, Barry Julien, Michael Brumm, Rob Dubbin, Jay Katsir, Frank Lesser, Glenn Eichler, Meredith Scardino, Max Werner, Eric Drysdale, Paul Dinello, Nate Charny, Sam Kim, Aaron Cohen, Gabe Gronli, Matt Lappin ♕
  - The Daily Show with Jon Stewart – Elliott Kalan, Tim Carvell, Steve Bodow, Dan Amira, Travon Free, Hallie Haglund, JR Havlan, Matt Koff, Dan McCoy, Jo Miller, Zhubin Parang, Daniel Radosh, Lauren Sarver, Jon Stewart, Rory Albanese
  - Inside Amy Schumer – Jessi Klein, Amy Schumer, Emily Altman, Jeremy Beiler, Neil Casey, Kurt Metzger, Kyle Dunnigan, Christine Nangle, Daniel Powell
  - Key and Peele – Jay Martel, Ian Roberts, Jordan Peele, Keegan-Michael Key, Alex Rubens, Rebecca Drysdale, Colton Dunn, Rich Talarico, Charlie Sanders
  - Portlandia – Fred Armisen, Carrie Brownstein, Jonathan Krisel, Graham Wagner, Karey Dornetto
  - The Tonight Show Starring Jimmy Fallon – AD Miles, Patrick Borelli, Gerard Bradford, Luke Cunningham, Mike DiCenzo, Mike Drucker, Jess Dweck, Dicky Eagan, Jimmy Fallon, John Haskel, Josh Lieb, Arthur Meyer, Chase Mitchell, Dan Opsal, Gavin Purcell, Jon Rineman, Albertina Ross, Jason Ross, David Young, Michael Jann

### Son

#### Meilleur montage de son dans une série
- Black Sails (épisode I.) (Starz)
  - Boardwalk Empire (épisode White Horse Pike) (HBO)
  - Breaking Bad (épisode Felina) (AMC)
  - Game of Thrones (épisode The Watchers on the Wall) (HBO)
  - The Walking Dead (épisode Too Far Gone) (AMC)

#### Meilleur montage de son dans une mini-série, un téléfilm ou un special
- Sherlock: His Last Vow (PBS)
  - American Horror Story: Coven (épisode Fearful Pranks Ensue) (FX)
  - Bonnie & Clyde (épisode Night Two) (Lifetime)
  - Fargo (épisode The Crocodile's Dilemma) (FX)
  - Klondike (épisode Part 1) (Discovery Channel)
  - Mob City (Episodes: Oxpecker, Stay Down) (TNT)

#### Meilleur montage de son dans un programme documentaire
- Cosmos: A Spacetime Odyssey (épisode Standing Up in the Milky Way) (Fox / Nat Geo)
  - The Amazing Race (épisode Part Like The Red Sea) (CBS)
  - Anthony Bourdain: Parts Unknown (épisode Punjab) (CNN)
  - Vice (épisode Terrorist University / Armageddon Now) (HBO)
  - The World Wars (épisode Trial by Fire) (History)

#### Meilleur mixage de son dans une série comique ou dramatique
- House of Cards (épisode Chapter 14) (Netflix)
  - Breaking Bad (épisode Felina) (AMC)
  - Downton Abbey (épisode Episode 8) (PBS)
  - Game of Thrones (épisode The Watchers on the Wall) (HBO)
  - Homeland (épisode Good Night) (Showtime)

#### Meilleur mixage de son dans une mini-série ou un téléfilm
- Treme (épisode Sunset on Louisianne) (HBO)
  - American Horror Story: Coven (épisode Fearful Pranks Ensue) (FX)
  - Fargo (épisode The Crocodile's Dilemma) (FX)
  - Killing Kennedy (National Geographic)
  - Sherlock: His Last Vow (PBS)

#### Meilleur mixage de son dans une série comique ou dramatique (trente minutes) et d'animation
- Nurse Jackie (épisode The Lady With The Lamp) (Showtime)
  - Californication (épisode Kickoff) (Showtime)
  - Modern Family (épisode The Wedding, Part 1) (ABC)
  - The Simpsons (épisode Married to the Blob) (Fox)
  - Veep (épisode Detroit) (HBO)

#### Meilleur mixage de son dans une série ou un special de divertissement
- 56th Annual Grammy Awards (CBS)
  - 86th Academy Awards (ABC)
  - The Beatles: The Night That Changed America (CBS)
  - The Kennedy Center Honors (CBS)
  - The Voice (épisode Episode 516B) (NBC)

#### Meilleur son dans un programme documentaire
- Jimi Hendrix: Hear My Train A Comin' (American Masters) (PBS)
  - The Amazing Race (épisode Part Like The Red Sea) (CBS)
  - Anthony Bourdain: Parts Unknown (épisode Tokyo) (CNN)
  - Cosmos: A Spacetime Odyssey (épisode Standing Up in the Milky Way) (Fox / Nat Geo)
  - Deadliest Catch (épisode Careful What You Wish For) (Discovery Channel)

### Téléréalité

#### Meilleur programme de téléréalité structuré
- Shark Tank (ABC)
  - Antiques Roadshow (PBS)
  - Diners, Drive-Ins and Dives (Food Network)
  - MythBusters (Discovery Channel)
  - Undercover Boss (CBS)
  - Who Do You Think You Are? (TLC)

#### Meilleur programme de téléréalité non-structuré
- Deadliest Catch (Discovery Channel)
  - Alaska: The Last Frontier (Discovery Channel)
  - Flipping Out (Bravo)
  - Million Dollar Listing New York (Bravo)
  - Wahlburgers (A&E)
  - Wild Things with Dominic Monaghan (BBC America)

#### Meilleur présentateur d'une émission de téléréalité
- Jane Lynch pour Hollywood Game Night
  - Tom Bergeron pour Dancing with the Stars
  - Anthony Bourdain pour The Taste
  - Cat Deeley pour So You Think You Can Dance
  - Heidi Klum et Tim Gunn pour Project Runway
  - Betty White pour Betty White's Off Their Rockers

### Governor's Award
- Marion Dougherty (à titre posthume)